# أفرو أنسون
أفرو أنسون (بالإنجليزية: Avro Anson) هي طائرة تدريب وقاذفة قنابل، بمحركين. أنتجت في 1930 ببريطانيا. من صناعة أفرو. كانت تستخدم بشكل أساسي من قبل سلاح الجو الملكي. كان أول طيران لها في 24 مارس 1935. دخلت الخدمة في 1936، انتهت خدمتها في 28 يونيو 1968. صنع منها 11,020 طائرة.